# Mário-Henrique Leiria
Mário Henrique Baptista Leiria, ou Mário-Henrique Leiria, (Lisboa, 2 de Janeiro de 1923 — Cascais, 9 de Janeiro de 1980) foi um poeta, escritor, tradutor, pintor, crítico de arte e editor português.

## Biografia
Foi aluno na Escola Superior de Belas Artes, donde foi expulso em 1942 por motivos políticos. Participou nas atividades do Grupo Surrealista de Lisboa, entre 1949 e 1951 e em 1962. Depois de ser preso pela PIDE aquando da "Operação Papagaio", instalou-se no Brasil onde desenvolveu várias atividades, como a de encenador e de diretor literário da Editora Samambaia. Regressou a Portugal em 1970.
Colaborou, com pequenos contos, no suplemento Fim-de-semana, do jornal República e no semanário humorístico, "Pé de Cabra".

Chefiou a redacção de O Coiso, semanário impresso nas oficinas do República, durante 13 semanas, em 1975.

Aderiu em 1976 ao PRP - Partido Revolucionário do Proletariado.

Alguns textos seus, escritos em colaboração, foram recolhidos na Antologia Surrealista do Cadáver Esquisito (1961), organizada por Mário Cesariny.
Os últimos anos da sua vida foram muito difíceis, tolhido pela doença (degenerescência óssea) e afligido pela pobreza; vivendo na casa materna, com a mãe e uma tia, muito idosas. Diz-se que teria morrido de doença prolongada, aos 57 anos.[carece de fontes?] 
Não obstante, do seu espólio faziam parte obras de Artur do Cruzeiro Seixas, João Artur, Jorge Vieira, Mário Cesariny, António Domingos, António Maria Lisboa, António Areal, Carlos Calvet, Carlos Eurico da Costa, Fernando Alves dos Santos, António Paulo Tomaz, Henrique Risques Pereira, Pedro Oom ou João Artur da Silva. Este imenso espólio de Mário Henrique-Leiria foi adquirido após a sua morte, em 1980, por Manuel de Brito, por estar em risco de se perder.
Desenhos, cadavre-exquis feitos com os seus companheiros surrealistas, colagens e pinturas de Mário Henrique-Leiria e peças de outros artistas estão expostos na exposição "Centenário do Nascimento de Mário-Henrique Leiria" aberta até dia 27 de maio de 2023, no Centro de Arte Manuel de Brito (CAMB), no Campo Grande, em Lisboa.

## Obras
Publicou:
- 1973 Contos do Gin-Tonic,
- 1974 Novos Contos do Gin,
- 1975 Imagem Devolvida, Conto de Natal para Crianças,
- 1975 Casos de Direito Galáctico,
- 1975 O Mundo Inquietante de Josela - fragmentos,
- 1979 Lisboa ao Voo do Pássaro
- 2017 (póstumo) Obra Completa: Volume I Ficção (inclui diversos textos inéditos). Org. Tania Martuscelli
- 2018 (póstumo) Obra Completa: Volume II A Poesia (inclui poemas inéditos). Org. Tania Martuscelli